# Heterolocha arizana
Heterolocha arizana är en fjärilsart som beskrevs av Alfred Ernest Wileman 1910. Heterolocha arizana ingår i släktet Heterolocha och familjen mätare. Inga underarter finns listade i Catalogue of Life.